# 莱萨沙尔
莱萨沙尔（法語：Les Achards，法語發音：[lez‿aʃaʁ]）是法国卢瓦尔河地区大区旺代省的一个市镇，位于该省西部，属于莱萨布勒多洛讷区。

## 历史
莱萨沙尔成立于2017年1月1日，由相邻的拉莫特阿沙尔（La Mothe-Achard）和拉沙佩勒阿沙尔（La Chapelle-Achard）两个市镇合并尔成，其中为拉莫特阿沙尔为政府驻地。

## 地理
莱萨沙尔（46°37'10"N, 1°39'28"W）面积30.3 平方千米，位于法国卢瓦尔河地区大区旺代省，该省份为法国西部沿海省份，北起大西洋卢瓦尔省和曼恩-卢瓦尔省，西临大西洋，南至滨海夏朗德省，东部及东南部与德塞夫勒省接壤。
与莱萨沙尔接壤的市镇（或旧市镇、城区）包括：圣乔治德潘坦杜、圣弗莱沃德卢、勒日鲁阿尔、格罗布勒伊、圣富瓦、圣马蒂兰、韦雷、圣于连德朗德。
莱萨沙尔的时区为UTC+01:00、UTC+02:00（夏令时）。

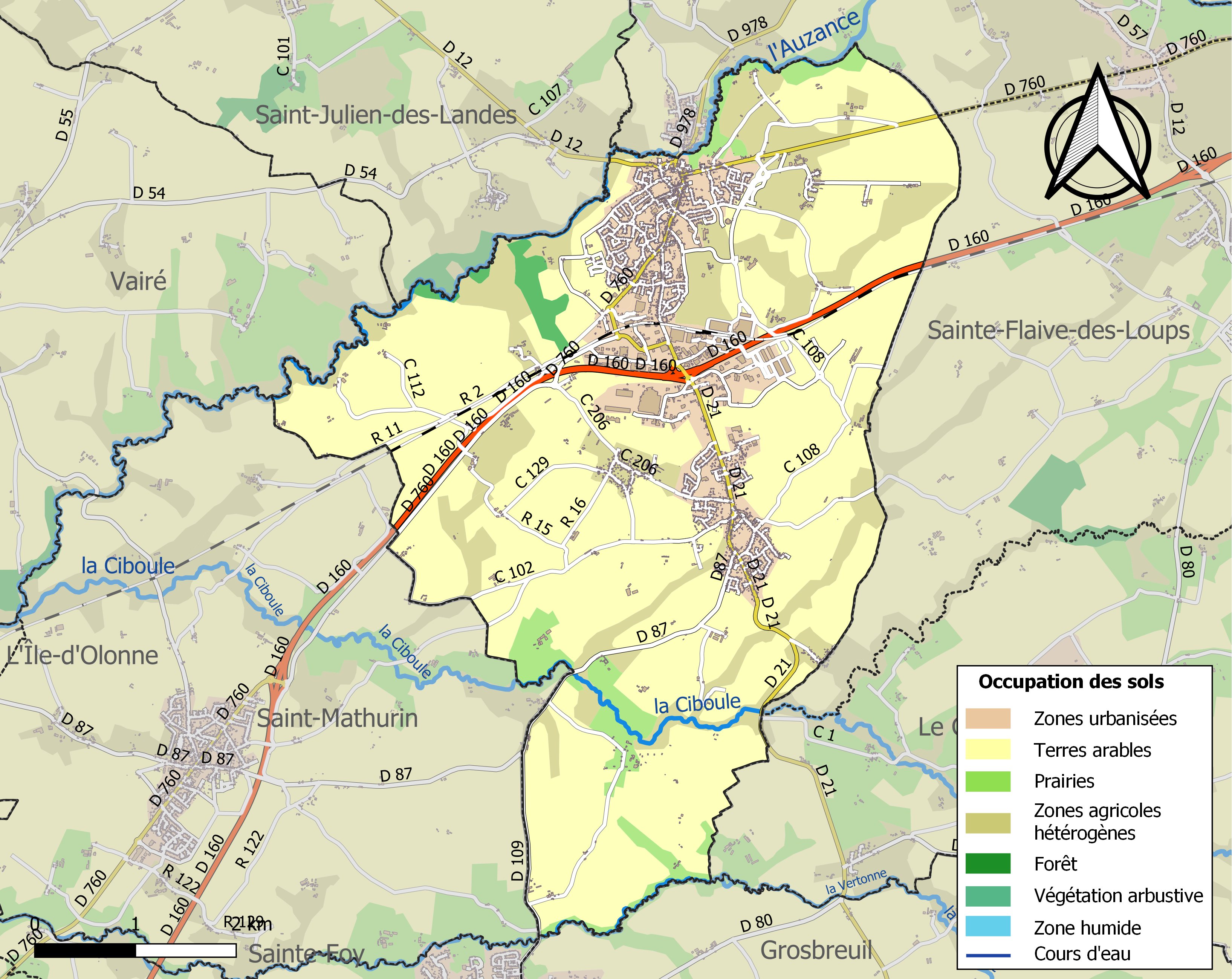
莱萨沙尔的OSM定位图

## 行政
莱萨沙尔的邮政编码为85150，INSEE市镇编码为85152。

## 政治
莱萨沙尔所属的省级选区为塔尔蒙-圣伊莱尔县。

## 人口
莱萨沙尔于2022年1月1日时的人口数量为5451人。